# Fortin de Port-Fouquet
Le fortin de Port-Fouquet  est un corps de garde crénelé édifié en 1860, situé à l'abri dans le fond de la ria de Port-Fouquet sur la commune du Palais, constituant un élément de défense de Belle-Île-en-Mer dans le Morbihan.

## Description
Le corps de garde de Port-Fouquet est un bâtiment militaire dit de type 1846 no 3, Il est daté de 1859. Le bâtiment a été transformé en résidence (une toiture remplace la terrasse crénelée d'origine). 
Le fortin de Port-Fouquet fait l’objet d’une inscription au titre des monuments historiques depuis le 30 octobre 2000.

## Galerie

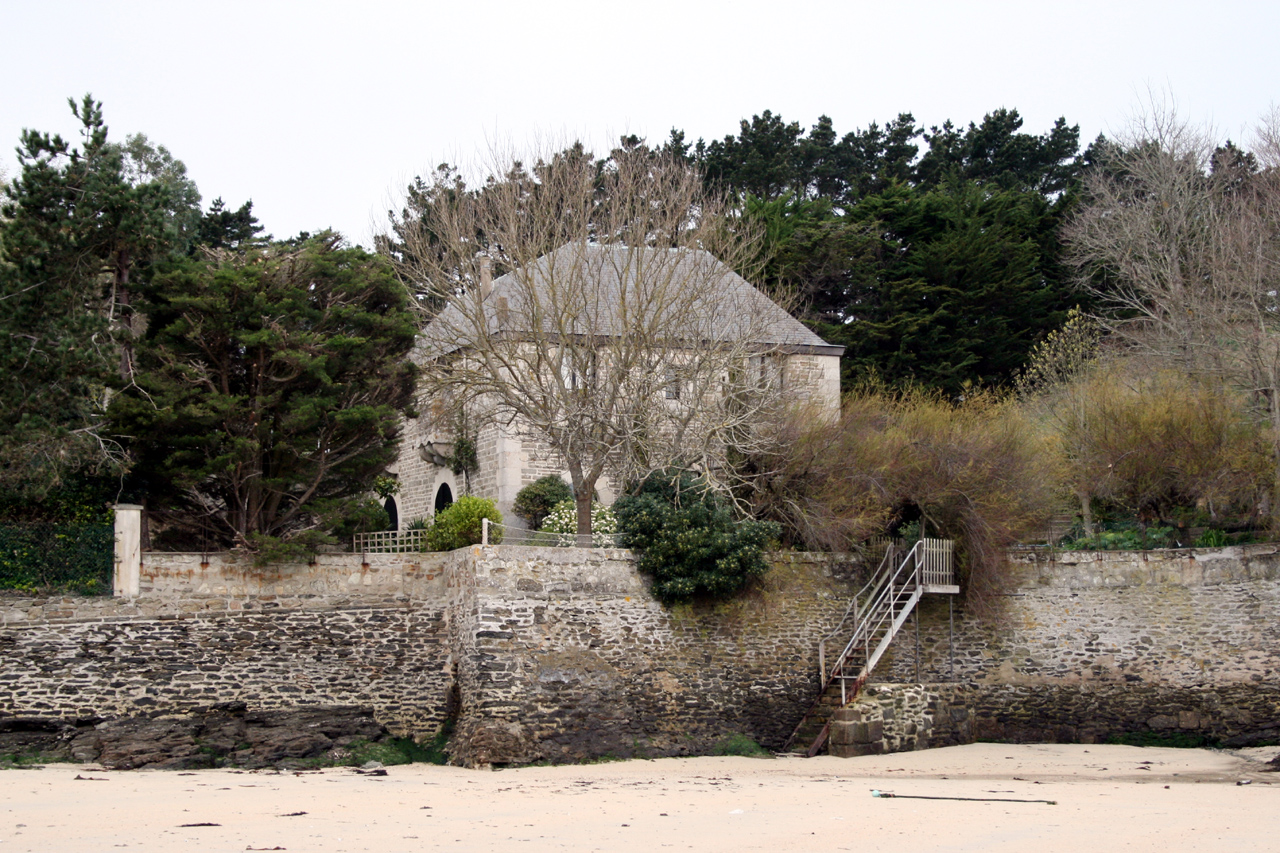
Fortin de Port-Fouquet